# ロード・オブ・ザ・リング/ローハンの戦い
『ロード・オブ・ザ・リング/ローハンの戦い』（ロード・オブ・ザ・リング ローハンのたたかい、The Lord of the Rings: The War of the Rohirrim）は、2024年に公開されたアメリカ合衆国・日本・ニュージーランド合作のアニメ映画。神山健治監督作品。日本では2024年12月27日から公開された。
J・R・R・トールキンの小説『指輪物語』を原作とし、ピーター・ジャクソンが監督・共同脚本を務めた映画3部作『ロード・オブ・ザ・リング』のスピンオフ作品であり、『ロード・オブ・ザ・リング』のおよそ200年前を舞台とした作品である。

## 概要
原作小説の「追補編」に記されていたローハンのヘルム王の伝説に着想を得た作品である。オリジナルの主人公としてヘルム王の娘ヘラが登場し、ローハン王国の平和を守るため、幼なじみのウルフと戦う運命をたどる。
本作はコンピューターグラフィックスによるアニメ作品ではなく、手描きによるアニメ作品であり、総作画枚数は13万枚となる。カメラワークや登場人物、馬の動きにモーションキャプチャーを使用しており、2時間の映像の全カットを役者が演じたものを撮影し、作中に登場する騎兵が乗馬しているときの身体の揺れなど、どう動くかといった動きをすべて実際に撮り、そこから3Dのキャラクターを実写のように撮影して、それをベースにして手描きのアニメに起こしていくという3段階の製作過程が取られている。神山監督は絵コンテを含めて「3年間で5回くらいこの映画を通しで撮ったイメージです」と語っている。
制作を担当したSola Entertainment（SOLA DIGITAL ARTSの親会社）は、神山と荒牧伸志の共同監督で『ULTRAMAN』や『攻殻機動隊 SAC_2045』などのフル3DCG作品を手がけているが、作画アニメーションは今回が初めてとなるため、新たに「SOLA ANIMATION」を立ち上げて作業を行った。

## 製作の経緯
配給元のワーナー・ブラザースで『ロード・オブ・ザ・リング』をアニメ化する企画が持ち上がり、打診を受けたSola Entertainmentのプロデューサー、ジョセフ・チョウは神山を監督に推薦した。神山自身は『ロード・オブ・ザ・リング』三部作が大好きであったため、個人的に興味は惹かれたが、実際に制作すると制作スタジオとしても大変だし、そもそも不可能なのではないかと思っていた。神山へ相談があった時点で原作小説の「追補編」にあるヘルム王の話を独立した映画にするという方向性は決まっていた。舞台となるローハンは「人間の王国」であり、ホビットやエルフも登場せず、人間と馬しか出てこないため、アニメ的な要素も少ない。しかしながら、神山には幼いころに「ハリウッド映画（正確には『スター・ウォーズ』）の監督になりたい」とも思っていたため、オファーを受けることにした。
神山へのオーダーは、「手描きのアニメ映画であること」「制作期間はプリプロ、ポスプロを入れて2年」であった。昨今の日本のアニメ映画は3年、4年の製作期間をかけるのが普通となっている。また、現状、馬を描けるアニメーター、馬を描きたいというアニメーターはほとんどおらず、馬に限らずともアニメーターの数が絶対的に少ない状況であり、制作期間中に段階的にアニメーターのスケジュールを調整して参加してもらうという方法が日本のアニメ業界では常態化していた。そこに3Dでアニメを作っていたときスキルも使用して、最終的に手描きの作画アニメに持っていこうと神山は考えた。
アニメの制作ではレイアウトの決定から第一原画（ラフ原）までの出来が作品の質を大きく左右するが、最も時間を要する作業工程でもある。そこでモーションキャプチャーを使い、3DCGアニメで「CG第一原画（CG一原）」というべきものを作り、それを参考にアニメーターが作画するというプロセスでスケジュールの短縮を図った。3DCGアニメの制作ではコンピューターゲームなどで使用されているUnreal Engineを使用し、キャラクターと馬や建物などの対比を実際の人間サイズに合わせて、仮想の3D空間内に作ったセットでモーションキャプチャーで撮った人間の芝居を実写のようにライティングしカメラで撮影することで、作品のレイアウトに可能な限りリアリティを持たせている。
作画に参加するアニメーターの人たちには「正確なレイアウトと正確なアニメーションの第一原画を1年後に用意するから、残りの1年で作画を仕上げてくれ（そのために自身のスケジュールを空けておいてくれ）」というような依頼を行った。単に3DCGをトレースするだけではロトスコープになってしまうので、作画スタッフに「解釈すること」を意識づけ、作画アニメ特有の表現を維持することを目指した。
設定に関してはゼロからデザインする手間を省くため、『ロード・オブ・ザ・リング』三部作のVFXを制作したWētā FXから小道具やCGデータを含む全てのプロップを提供してもらい、家や城などのデザインにアレンジを加えて活用した。
本作のキャラクターデザインを行った高須美野子と神山は本作が初顔合わせとなる。これには神山がテレコム・アニメーションフィルムへ「（本作を製作するのに）向いている方がいれば参加してもらえないか」と相談したところ、高須が推薦されたのだった。本作はヒロインが1人のみで、他の登場人物は割とゴツい「おじさん」である。ヒロインとゴツいおじさんを同時に描け、同じトーンで1人ですべてのキャラクターを描けるところが高須の魅力と神山は語っている。また、高須は総作画監督もほぼ1人で務めており、メインキャラクターについては高須が手を入れている。それによって、作品全体として絵の統一感ができあがったと神山は語る。

## あらすじ
語り手（エオウィン）は、槌手王ヘルムの娘・ヘラの物語‐偉大な物語や歌の中で記憶されないであろう物語を語る。
ローハン王国の西境、異民族ダンレンデイングとも縁深い地域を治めるフレカは会議の招集に応じ、ヘラの幼なじみである息子のウルフと共に王宮を訪れる。フレカはウルフとヘラの結婚を強要しようとするが、ヘラは誰とも結婚する気が無かった。フレカの野心を察したヘルム王とフレカは王宮の外で殴り合いを始め、ヘルム王はフレカを一撃で殺してしまう。ウルフは復讐を誓ってローハンを去り、消息が途絶える。ヘラもウルフの消息を追ったが、不明なままであった。
ある日、ヘラはゴンドール人の血が入っていると噂される従兄弟フレアラフたちとともに、狂暴な一頭のムマキルに遭遇する。ヘラはムマキルを森の湖に誘い込み、「水中の監視者」に食べさせて始末するが、ムマキルの跡を追い、回収の任に当たっていたウルフの部下・ターグ将軍によって誘拐される。ヘラはウルフが占拠していたアイゼンガルドの要塞に連れて行かれ、ウルフがダンレンデイングたちの首領になっていることを知る。ヘラはローハンへの攻撃を止めるためにウルフと結婚することを申し出るが断られ、侍女のオルウィンたちに救出される。
ウルフがローハンへの侵略を始めると、フレアラフはウルフ軍の規模が不明なことを理由に王都エドラスの民をダンハローに避難させるよう進言するが、ヘルム王はフレアラフを臆病者と考えて追い出す。ソーン卿がウルフ軍の挟撃を申し出、ヘルム王も出陣する。ソーン卿がウルフに内通していると悟ったヘラはソーン卿に殺されかけるが、返り討ちにする。陰謀を知ったヘラはエドラスの民を角笛城（ホーンブルグ）に避難させるよう指示を出し、エドラスは陥落し焼け落ちる。民の避難は間に合ったが、ヘルム王は負傷し、ヘラの長兄ハレスは戦死。次兄ハマは退却中にウルフに捕らえられ、次子を救おうとするヘルム王の降伏宣言を無視して、その目前で殺害される。ウルフはホーンブルグを包囲し、巨大な攻城塔の建設を開始した。
二人の息子を喪った悲しみと戦傷から眠り続けるヘルム王をそのままに、ホーンブルグに厳しい冬が訪れる。そんなある日、ヘルム王を看病するヘラが目覚めると、寝台からヘルム王の姿が消えていた。その夜から、包囲軍の間で次々と襲われて死亡する兵が出て、ヘルム王の亡霊の仕業だと敵味方に噂されはじめる。寝室を探るヘラは隠し通路に落ち込むが、その通路はホーンブルグの外、包囲軍の布陣の後方に通じていた。ヘラはそこで指輪を集めているオーク2人とトロルに襲われるが、ヘルム王に救われる。ヘルム王は隠し通路から忍び出し、単独かつ素手で包囲軍の兵士を倒していたのだった。ヘルム王はヘラと共にホーンブルグの門に向かい、包囲軍が追撃する。ヘルム王はヘラを援護するために門の外に残って戦い、仁王立ちのまま凍死する。
攻城塔が完成する。ヘラはヘルム王の鎧兜が入った箱を大鷲に託し、ダンハローに拠るフレアラフに助けを求めた。ホーンブルグに避難してきた民を隠し通路を使って逃し、その時間稼ぎのためにヘラは城内に眠っていた古い花嫁の衣装を着てウルフを挑発し戦いを挑む。ヘラはウルフを倒して降伏を要求し、ターグ将軍も包囲を解いて戦を終わらせるよう助言するが、ウルフはターグ将軍を殺害し、総攻撃を命じる。そのとき、ヘルム王の兜をかぶったフレアラフの軍隊が到着し、角笛を吹き鳴らす。ヘルム王が蘇ったと恐れたダンレンデイングの兵たちは潰走し、ウルフはヘラに襲い掛かるが、ヘラはオルウィンの投げた盾を使ってウルフを倒し、戦争を終結させる。
ローハンの新たな王となったフレアラフの載冠式に現れた白の魔法使いサルマンは、アイゼンガルドに助力を申し出る。一方、国の統治に興味が無かったヘラは、指輪を集めていたオークについて知りたいというガンダルフなる者から手紙を受け取り、オルウィンを連れて旅に出る。
語り手は最後にヘラは人生の最後まで野を駆ける自由な人生だったと語る。

## キャスト
| 役名                  | 原語版                                 | 日本語吹替                   |  |
| --------------------- | -------------------------------------- | ---------------------------- |  |
| ヘルム王              | ブライアン・コックス                   | 市村正親                     |  |
| ヘラ                  | ガイア・ワイズ                         | 小芝風花                     |  |
| ウルフ                | ルーク・パスカリーノ                   | 津田健次郎                   |  |
| ターグ将軍            | マイケル・ワイルドマン                 | 山寺宏一                     |  |
| オルウィン            | ロレイン・アシュボーン                 | 本田貴子                     |  |
| フレアラフ            | ローレンス・ウボング・ウィリアムズ     | 中村悠一                     |  |
| ハレス                | ベンジャミン・ウィンライト             | 森川智之                     |  |
| ハマ                  | ヤズダン・カフォーリ                   | 入野自由                     |  |
| リーフ                | ビラル・ハスナ                         | 田谷隼                       |  |
| フレカ卿              | ショーン・ドゥーリー                   | 斧アツシ                     |  |
| ソーン卿              | ジュード・アクウディケ                 | 大塚芳忠                     |  |
| ペニクルック          | ジャニーン・デュヴィツキ               | 沢田敏子                     |  |
| サルマン              | クリストファー・リー（アーカイヴ音声） | 勝部演之                     |  |
| ロット                | ドミニク・モナハン                     | 村治学                       |  |
| シャンク              | ビリー・ボイド                         | 飯泉征貴                     |  |
| 語り手 （エオウィン） | ミランダ・オットー                     | 坂本真綾                     |  |
| 母親／他              |                                        | LiLiCo                       |  |
| 幼いヘラ              | ビア・ドゥーリー                       | 清水理沙                     |  |
| 幼いウルフ            | イライジャ・タマティ                   | れいみ                       |  |
| 民①（女性）           |                                        | 斉藤梨絵                     |  |
| 男の子①               |                                        | 種市桃子                     |  |
| 女の子①               |                                        | 佐藤みゆ希                   |  |
| フライト卿            |                                        | 最上嗣生                     |  |
| プライム卿            |                                        | 白熊寛嗣                     |  |
| 野人戦士⑨             |                                        | 奈良徹                       |  |
| 怯える野人①           |                                        | 間宮康弘                     |  |
| 野人戦士⑦             |                                        | 後藤光祐                     |  |
| ハラドリム傭兵①       |                                        | 烏丸祐一                     |  |
| ダンハロー指揮官      |                                        | 櫻井トオル                   |  |
| 指揮する戦士          |                                        | 安齋龍太                     |  |
| ローハン戦士⑩         |                                        | 江頭宏哉                     |  |
| 配給係                |                                        | 武田太一                     |  |
|                       |                                        |                              |  |
| プロデューサー        | プロデューサー                         | 品川直子                     |  |
| 翻訳                  | 翻訳                                   | 岸田恵子                     |  |
| 録音・調整            | 録音・調整                             | 菊地一之 清水幸司            |  |
| 音響監督              | 音響監督                               | 依田孝利                     |  |
| 制作担当              | 制作担当                               | 丸田耕太郎 池谷加奈 金子奈央 |  |
| 制作                  | 制作                                   | 東北新社                     |  |

### ヘラとエオウィン
本作の主人公ヘラは原作小説での言及は「ヘルムには娘がいて、求婚されるも断った」の1行のみであり、名前も記されていない。この「娘」をヘルム王の傍観者に設定し、『ロード・オブ・ザ・リング』シリーズでは初となる人間の女性の主人公として設定したのは、フィリッパ・ボウエンのアイデアであり、監督の神山は「とても野心的でチャレンジングなもの」と感想を述べている。同時に映画『ロード・オブ・ザ・リング/二つの塔』から200年前の世界を舞台に「人間」が主人公であるという点と、ヘルム王を主人公としながらも、最後までヘルム王を見届けた映画オリジナルのキャラクター（ヘラ）をもう一人の主人公に添えているという点を神山は面白いと語っている。
映画『ロード・オブ・ザ・リング』シリーズでミランダ・オットーが演じたなローハンの姫・エオウィンの姿と本作のヘラの姿は重なるが、それ故に「エオウィンよりも先に、同じことをした人物が存在した」となってしまうとエオウィンの尊厳を落としてしまう可能性があったため、神山はフィリッパ・ボイエンと議論を重ね、慎重な製作がされた。
脚本のフィービー・ギッティンズは、エオウィンとヘラの共通点として、しっかりと自立し、強い意志を持っていて、自分の気持ちを包み隠さずに表現し、恐れから逃げず、正面から勇敢に立ち向かうことを挙げている。ヘラの独自性については、半生を比較的平和な時代を過ごしてきたため、自由奔放な面があり、同時に野性的な一面もあって、周りの世界への好奇心と愛情にあふれ、冒険家精神があることを挙げている。
エオウィンは本作の語り手として声で登場しており、ミランダ・オットーが声を担当している。日本語吹替版では坂本真綾が担当する。
名前は原作小説に登場するヘルム王（Helm）、その2人の息子の息子・ハレス（Haleth）、ハマ（Háma）のいずれもが「H」の頭文字となっているため、準じてヘラ（Héra）と名付けられている。

### サルマンの声優
終盤に登場する「白の魔法使いサルマン」は、実写映画3部作『ロード・オブ・ザ・リング』にも登場し、クリストファー・リー（2015年没）が演じている。本作で描かれる「白の魔法使いサルマン」も実写映画と見間違えようのないほど、変わらぬ姿で描かれており、その声もクリストファー・リー自身の音声が使用されている。日本語吹替ではロード・オブ・ザ・リングシリーズでは家弓家正、ホビットシリーズで大木民夫が演じていたが、共に故人の為、今回はロード・オブ・ザ・リングでデネソール役を演じていた勝部演之が演じている。
クリストファー・リー自身の音声をアニメ映画のサルマンの声に使用するアイデアは、フィリッパ・ボウエンが生前のクリストファー・リーから受け取った手紙と、クリストファー・リーの妻ギッテ・クロエンケ（Birgit "Gitte" Krøncke、1935年 – 2024年）と交わした会話から生まれている。
生前のギッテ・クロエンケから承諾を得て、過去の『ロード・オブ・ザ・リング』シリーズのアーカイブから音声を探し出して実現したもので、本作で使われたサルマンの台詞は映画『ホビット 決戦のゆくえ』でサルマンがガラドリエルに尋ねる台詞「Are you in need of assistance, my Lady?」の別テイクを使用している。
本作でのサルマンの台詞がアーカイブの中から見つかるかどうかは定かではなかったため、見つからなかった場合は同じ声が出せる別キャストを配役する可能性もあったとフィリッパ・ボウエンは語っている。

## 『ロード・オブ・ザ・リング』シリーズとの関連
- ハワード・ショアによる『ロード・オブ・ザ・リング』シリーズのテーマ曲が本作の冒頭で少しだけ流れる[9]。
- ムマキル、水中の監視者、大鷲といったクリーチャーが登場する[13]。
- 本作に登場するオーク2人がモルドールの命で指輪を集めている旨の台詞を発する[13]。なお、このオークの声を担当したのは、ホビットのピピンを演じたビリー・ボイドと、メリーを演じたドミニク・モナハンであり、日本語吹替版でもこの2人を担当した飯泉征貴と村治学が務めている[13]。
- ガンダルフの名前がヘラの口から語られている[13]。
- 『ロード・オブ・ザ・リング/二つの塔』
  - セオデン王の台詞「槌手王ヘルムの角笛が渓谷に響き渡る!」にある「槌手王ヘルム」は本作のヘルム王のことである[9]。
  - ローハン国王の居城であるメドゥセルドは外見も内部も映画と同じデザインとなっている[9]。
  - 角笛城（ホーンブルグ）にヘルム王の肖像画が飾られている[9]。
  - エオウィンは「ローハンの盾持つ乙女」と呼ばれていたが、本作のオルウィンは「盾の乙女」の生き残りという設定になっている[9]。
  - 角笛城の外観もほぼ同じである。『二つの塔』では角笛城の城壁の一部が破壊されているのだが、本作でその箇所を大鷲が壊している[13]。

## スタッフ
- 原作 - J・R・R・トールキン 『指輪物語 追補版』[14]
- 製作総指揮 - ピーター・ジャクソン[14]
- 製作・ストーリー - フィリッパ・ボウエン[14]
- 製作 - ジェイソン・デマルコ、ジョセフ・チョウ[14]
- 脚本/製作補 - フィービー・ギッティンズ、アーティー・パパイョルイウ[14]
- キャラクター原案 - STATO[14]
- キャラクター設定・総作画監督 - 高須美野子[14]
- 美術監督 - 山子泰弘、金森たみ子[14]
- 色彩設定 - 三笠修、成毛久美子、野尻裕子[14]
- CGI&ヴィジュアルデベロップメントディレクター - sankaku[14]
- 撮影チーフ - 宮川淳子、川島浩二、小島慎太郎[14]
- 編集 - 定松剛[14]
- 音響監督（吹替） - 依田孝利[14]
- 音楽 - スティーブン・ギャラガー[14]
- 主題歌 - パリ・パロマ 「The Rider」[14]
- アニメーション制作 - ワーナー・ブラザース・アニメーション、SOLA ENTERTAINMENT[14]